# Université du Karabagh
 (juillet 2025).
Améliorez-le ou discutez des points à vérifier. 
 (juillet 2025).
L'université du Karabagh(en azéri: Qarabağ Universiteti) est un établissement d’enseignement supérieur relevant du ministère de la Science et de l’Éducation de la République d’Azerbaïdjan. Il est situé dans la ville de Khankendi, qui fait partie de la région économique du Karabagh en Azerbaïdjan.

## Création
L'université du Karabagh fondée par décret présidentiel de la République d’Azerbaïdjan en date du 28 novembre 2023 a pour objectif principal de répondre aux besoins du personnel hautement qualifié, en accord avec les exigences socio-économiques de la région, tout en perpétuant les traditions éducatives historiquement établies.
L'université, implantée à Khankendi, est un organisme public, placé sous l’autorité du Ministère de la Science et de l’Éducation. La charte de l'université du Karabagh est approuvée par décision du Cabinet des ministres de la République d’Azerbaïdjan le 6 février 2024.
Le 20 septembre 2024, le président Ilham Aliyev participe à la cérémonie d’inauguration de l'université après sa rénovation et rencontre les enseignants et les étudiants. Depuis le 23 septembre 2024, l'université commence sa première année académique avec 1104 étudiants, 6 facultés et 27 spécialités. L'université du Karabagh fonctionne dans le bâtiment de l’Institut pédagogique azerbaïdjanais, fondé en 1969 à Khankendi. Une tradition d’enseignement supérieur existe depuis longtemps au Karabagh. En 1969, le premier établissement d’enseignement supérieur y est créé sous forme d’une antenne de l’Institut pédagogique azerbaïdjanais. De 1973 à 1988, il fonctionnait comme établissement d’enseignement supérieur indépendant, avant de cesser ses activités durant la période d’occupation.

## Direction
Recteur — Chahin Vagif oglu Bayramov
Vice-recteurs:
- Fariz Saleh oglu Ahmedov — Vice-recteur chargé des questions scientifiques et de l’innovation
- Nargiz Arif qizi Ismayilova — Vice-rectrice chargée des affaires sociales et des relations publiques
- Rustam Vagif oglu Iskenderli — Vice-recteur chargé des affaires financières et économiques

## Doyens des facultés
- Faculté des arts — Turker Gasimzade
- Faculté d’économie — Djeïhoun Mammadov
- Faculté d’ingénierie — Huseyn Mirzayev
- Faculté des sciences humaines et sociales — Elmar Moustafayev
- Faculté de pédagogie — Keklik Gozalova

## Campus
Le campus de l'université du Karabagh comprend le bâtiment principal, deux bâtiments d’enseignement supplémentaires et des résidences. Les trois bâtiments accueillent des formations dans différentes spécialités, ainsi que des programmes de renforcement en langue anglaise. Les résidences étudiantes sont conçues selon des standards modernes de campus universitaire, offrant un cadre de vie de haute qualité tant pour les étudiants que pour le personnel.

## Clinique universitaire du Karabagh
Le 7 février 2025, le président de l’Azerbaïdjan a signé un décret sur la création de la Clinique de l'université du Karabagh. Cette clinique sera située à Khankendi, formera les étudiants en médecine, mènera des recherches scientifiques et fournira des services médicaux à la population locale.